# HD 199623
HD 199623，又名CD-5112778，SAO 246820、HR 8027，是一颗恒星，视星等为5.76，位于銀經347.25，銀緯-40.75，其B1900.0坐标为赤經20h 53m 14.7s，赤緯-51° -40.75′ 26″。